# Synagoge (Neckarbischofsheim)

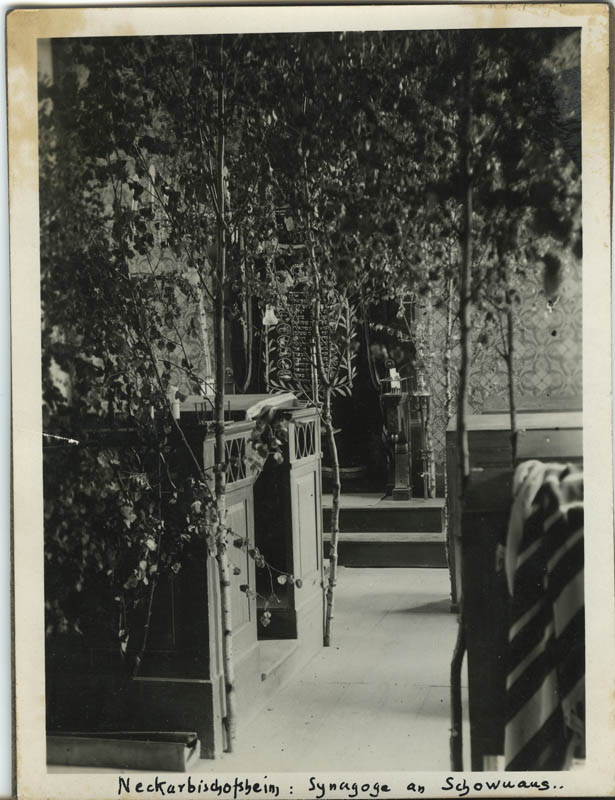
Innenansicht der Synagoge in Neckarbischofsheim mit Ausschmückung für das Fest Schawuot

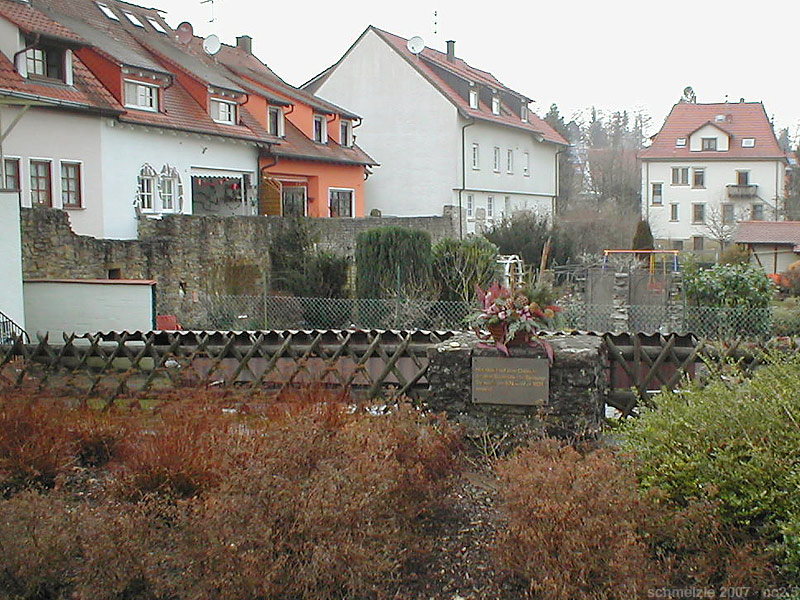
Synagogen-Gedenktafel vor den Resten der Stadtmauer

Die Synagoge in Neckarbischofsheim, einer Stadt im Rhein-Neckar-Kreis in Baden-Württemberg, wurde 1848/49 errichtet und 1938 zerstört. Die Synagoge stand in der Schulgasse.

## Geschichte
Da die 1769 in Bischofsheim erbaute Synagoge in der Alten Rathausgasse für die wachsende Zahl der jüdischen Gemeindemitglieder zu klein geworden war, errichtete man nach Plänen des Baumeisters Fritschi aus Rappenau einen Neubau, der im Frühjahr 1849 eingeweiht wurde.
Die Synagoge hatte 150 bis 200 Sitzplätze für Männer und etwa 100 Plätze auf der Frauenempore. Mit einer Länge von 17,90 m und einer Breite von 11,90 m setzte das Gebäude städtebaulich einen Akzent.
Im Jahr 1871 wurde der Hof der Synagoge mit einer Mauer umgeben und 1912 wurden größere Renovierungsarbeiten durchgeführt.
Beim Novemberpogrom 1938 wurde die Synagoge niedergebrannt. Am frühen Morgen des 10. November wurde von SA-Männern in der Synagoge Feuer gelegt. Das Inventar einschließlich der 14 Torarollen wurde auf dem Sportplatz verbrannt. Auch das jüdische Schulhaus wurde zerstört, die beiden Grundstücke wurden eingeebnet.

## Gedenken
Bei Bauarbeiten für die Kanalisation wurde in den 1970er Jahren ein Teil der Grundmauern der ehemaligen Synagoge freigelegt. Sie liegen heute unter der Schulgasse. 1981 wurde eine Gedenkstätte mit Menora und Gedenktafel eingerichtet.